# Hindustan Ardhra
Hindustan Ardhra byl kluzák zkonstruovaný koncem 70. let 20. století ministerstvem civilního letectví Indie jako cvičný pod označením ATS-1 Ardhra. Jednalo se o dvoumístné letadlo konvenčního uspořádání, vyrobené ze dřeva. Indické letectvo v následující dekádě objednalo u společnosti Hindustan Aeronautics 50 kusů, které užívalo k výcviku kadetů.

## Specifikace
Údaje podle

### Hlavní technické údaje
- Osádka: 2
- Délka: 8,61 m
- Rozpětí křídel: 16,5 m
- Výška: 2,464 m
- Plocha křídel: 21,83 m²
- Štíhlost křídla: 12,5
- Profil křídla: Wortmann FX-61-184
- Prázdná hmotnost: 328 kg
- Maximální zletová hmotnost: 508 kg

### Výkony
- Pádová rychlost: 61 km/h
- Maximální přípustná rychlost letu: 210 km/h
- Limity přetížení: +5,3g/-2,65 g
- Minimální opadání: 0,78 m/s
- Klouzavost: 1:26
- Zatížení křídel: 17,32 kg/m²